# Amarusa elongata
Amarusa elongata är en insektsart som först beskrevs av Victor Lallemand 1922.  Amarusa elongata ingår i släktet Amarusa och familjen spottstritar. Inga underarter finns listade i Catalogue of Life.